# Heoeugorna alboarcuata
Heoeugorna alboarcuata är en fjärilsart som beskrevs av Bethune-Baker. Heoeugorna alboarcuata ingår i släktet Heoeugorna och familjen nattflyn. Inga underarter finns listade i Catalogue of Life.